# Трихотеценовые микотоксины
Трихотеценовые микотоксины или просто трихотецены (сокр. ТТМТ) — органические соединения из так называемого семейства сесквитерпеноидов, их отличительной чертой служит трихотеценовое кольцо (трихотекан), которое содержит двойную связь С-9 и эпоксидную группу в области С-12,13.  В настоящее время идентифицировано более 100 трихотеценов, большинство из них являются слаботоксичными, лишь немногие — смертельно опасны. Трихотеценовые микотоксины — вторичные метаболиты, которые продуцируются в основном микроскопическими  плесневыми грибами (микромицетами) рода Fusarium, а также в меньшей степени Stahybotrys, Trichoderma, Cephalosporium, Trichothecium и  Mizothecium. Контаминанты, являются сильными иммунодепрессантами, поражают органы кроветворения, ЖКТ, повышают риск возникновения геморрагий (кровоизлияний) внутренних органов человека.

## Разнообразие
В зависимости от структуры трихотеценового ядра эти микотоксины подразделяются на 4 группы: А, В, С и D. Структура различных типов трихотеценовых микотоксинов очень сложна и имеет свои характерные особенности.
В качестве природных загрязнителей (контаминантов) пищевых продуктов и кормов к настоящему времени выявлены только четыре: Т-2 токсин и диацетоксискирпенол, относящиеся к типу А, а также ниваленол и дезоксиниваленол (вомитоксин), относящиеся к типу B.
- Т-2 токсин
- Диацетоксискирпенол
- Дезоксиниваленол или вомитоксин
- Ниваленол

## Физико-химические свойства
Представляют собой бесцветные кристаллические вещества, химически устойчивые на воздухе, плохо растворимые в воде, ТТМТ типа А растворимы в умеренно полярных органических растворителях (ацетон, ДМСО, хлороформ), типа В — в более полярных (метанол, этанол, пропиленгликоль и др.). В отличие от других микотоксинов (афлатоксины, охратоксины) за исключением лишь некоторых, ТТМТ не обладают флуоресценцией, индуцированной УФ-излучением.

## Токсикология
Трихотецены группы А и В — СДЯВ, с ярко выраженным миелотоксичным (повреждают красный костный мозг) и иммунодепрессивным эффектом. Поражают органы ЖКТ, обладают сильным раздражающим действием, особенно на кожу (ирританты).
Наибольшую токсичность проявляют микотоксины типа А (к которой относят и самого токсичного из трихотеценов — Т-2 токсин), а микотоксины типа D, несмотря на наличие двух эпоксидных групп, слаботоксичны.

### Молекулярный механизм действия
Печень является основным органом, в котором метаболизируются трихотецены. Другие ткани, например, ткани кишечника, способны подвергать микотоксины биотрансформации.

### Микотоксикозы
Трихотецены вызывают различные и наиболее распространённые микотоксикозы человека и животных. Основной причиной возникновения (этиологией) таких микотоксикозов — является употребление поражённых трихотеценами продуктов питания и кормов.
Существует целый ряд патологий, обусловленных хронической интоксикацией Т-2 токсином (так называемые: "поражающий токсикоз", "болезнь красной плесени", "геморрагическая болезнь", "стахиботриотоксикоз", "дендродохиотоксикоз", "алиментарная токсическая алейкия", "хлопковая болезнь" и др.). Алиментарная токсическая алейкия относится к наиболее типичным проявлениям хронической интоксикации микотоксинами, и в первую очередь, трихотеценами. Развитие этой патологии происходит в несколько стадий. 